# Dark water ride
Een dark water ride is een soort darkride, waarbij het transportsysteem uit boten bestaat. De boten varen door een kanaal dat langs of door scènes heen aangelegd is.

## Aandrijving
Er zijn drie veelvoorkomende aandrijvingssystemen die in een dark water ride voor de boten gebruikt worden:
- Stroomversnelling: de boten worden door het kanaal meegevoerd door de stroming van het water. Het nadeel hiervan is dat men geen controle over elke boot heeft. Zo kan elke boot een andere snelheid hebben. Tevens kan er bij drukte bij het station een file van boten ontstaan. Het voordeel is dat er in de darkride eventueel een Shoot-the-Chute aangelegd kan worden.
- Tow boat ride: bij dit systeem zijn alle boten verbonden door kabels die onder het wateroppervlak liggen. Hierdoor worden de boten met een constante snelheid voortgetrokken, waardoor er geen filevorming kan ontstaan. Het nadeel is dat bij het in- en uitstappen de boot niet stilgelegd kan worden, want dan ligt het hele systeem stil. Het station is dus meestal een draaischijf of parallel liggende lopende band die op constante snelheid langs de boten beweegt. Tevens is bij dit systeem een Shoot-the-Chute niet mogelijk. Een goed voorbeeld hiervan is de Fata Morgana in de Efteling.
- Achtbaanrails: sommige dark water rides gaan gedurende de rit over in een achtbaanrit. Het achtbaankarretje volgt dan de rails die onder het wateroppervlak liggen. Voorbeelden hiervan zijn: Journey to Atlantis en De Vliegende Hollander.

## Baanelementen

### Shoot-the-Chute
Een Shoot-the-Chute is een attractietype dat onder de wildwaterbanen valt. Het is eigenlijk niet meer dan een waterglijbaan waar de boten vanaf glijden. Dit baanelement kan alleen bij een dark water ride toegepast worden die als aandrijving gebruikmaakt van een stroomversnelling.

### Watereffecten
Bij een dark water ride zijn watereffecten makkelijk toe te voegen. Te denken valt aan fonteinen, waterstralen, watervallen of waterbellen.
Categorie · Afbeeldingen